# Ligue catholique suisse d'abstinence
 (février 2019).
Si vous disposez d'ouvrages ou d'articles de référence ou si vous connaissez des sites web de qualité traitant du thème abordé ici, merci de compléter l'article en donnant les références utiles à sa vérifiabilité et en les liant à la section « Notes et références ».
La Ligue catholique suisse d'abstinence est une association néphaliste suisse, fondée en 1895 par Augustin Egger, évêque de Saint-Gall et le docteur Peter Anton Ming, alors landaman du canton d'Obwald.

## Histoire
Il s'agissait, avec la Ligue de la Croix, d'une des associations du courant catholique des nombreux mouvements de tempérance qui verront le jour en Suisse à la fin du XIXe siècle à la suite des ravages provoqués principalement par l'absinthe, mais aussi par le Schnaps et le Härdöpfeler.
À cette époque, les organisations antialcooliques suisses se répartissent en quatre courants idéologiques : le courant protestant, le courant social-hygiéniste (Ordre des Bons Templiers, Ligue antialcoolique suisse, etc.), le courant catholique et le courant socialiste.
L'influence prépondérante des autres mouvements tels que le Croix-Bleue fera que l'action de Ligue catholique suisse d'abstinence restera relativement limitée. On ne trouve plus de traces d'activités au-delà de la fin des années 1920.